# Claude Bazin de Bezons

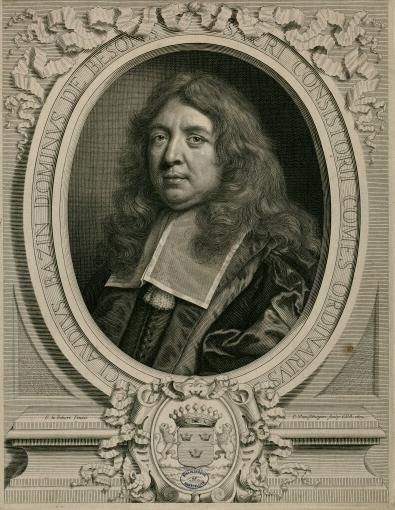
Claude Bazin de Bezons

Claude Bazin, heer van Bezons (Parijs, 1617 - 20 maart 1684), was een Frans advocaat en staatsman, lid van de Académie française.

## Levensloop
De grootvader van Claude Bazin, die dezelfde voornaam droeg, was arts in Parijs en was in 1571 getrouwd met Marie Chanterel de Bezons, die behoorde tot een familie die in 1611 door Lodewijk XIII in de adel was opgenomen. De vader van Claude Bazin, die eveneens dezelfde voornaam droeg, was advocaat en was getrouwd met Suzanne-Henriette Talon.
Ridder Claude Bazin de Bezons werd jurist, intendant voor justitie, politie en financies in de generaliteit van Soissons. Van 1654 tot 1674 vervulde hij hetzelfde ambt voor de hele provincie Languedoc. Hij werd toen ook commissaris benoemd met de opdracht in deze provincie de adellijke titels te verifiëren.
Hij werd ook commissaris voor de reorganisatie van de universiteiten van Toulouse en van Montpellier. Op het einde van zijn loopbaan werd hij benoemd tot raadsheer bij de Franse Raad van State.
In 1643 werd hij tot lid benoemd van de Académie française, als tweede bezetter van de zetel nummer 1. Zijn voorganger was Pierre Séguier en zijn opvolger Nicolas Boileau. Zijn nagelaten geschriften beperken zich tot enkele redevoeringen en tot de vertaling van het Verdrag van Praag (1635), dat gesloten was tussen keizer Ferdinand II en Johan George I van Saksen. Bij zijn overlijden was hij de ouderdomsdeken van de Académie.
Onder zijn nazaten zijn te vermelden:
- Louis Bazin de Bezons, intendant in Limoges en Bordeaux.
- Jacques Bazin de Bezons (1646-1733), maarschalk van Frankrijk.
- Suzanne (1648-1699), getrouwd met de intendant voor Normandië Louis Le Blanc, met als kinderen: Claude Le Blanc, staatssecretaris voor Oorlog, Denis Le Blanc, bisschop van Sarlat en François Le Blanc, bisschop van Avranches.
- Armand Bazin de Bezons (1654-1721), aartsbisschop van Rouen.
- Omer Bazin de Bezons (†1679), ridder van Malta, overleed op het schip Le Conquérant.